# Нікопольбуд
Нікопольбу́д (до 1934 року — Роз'їзд 88 км) — проміжна залізнична станція Криворізької дирекції Придніпровської залізниці на електрифікованій лінії Апостолове — Запоріжжя II між станціями Чортомлик (11 км) та Нікополь (10 км). Розташована біля садово-дачних ділянок у передмісті Нікополя Дніпропетровської області.

## Пасажирське сполучення
На станції Нікопольбуд зупиняються приміські електропоїзди Криворізького та Нікопольського напрямків.